# Dichopetala transfuga
Dichopetala transfuga är en insektsart som först beskrevs av Brunner von Wattenwyl 1878.  Dichopetala transfuga ingår i släktet Dichopetala och familjen vårtbitare. Inga underarter finns listade i Catalogue of Life.